# Temple d'Apol·lo (Naxos)
El Temple d'Apol·lo fou un antic temple grec dedicat a aquest déu a la ciutat de Naxos, a l'illa del mateix nom, a Grècia. El jaciment arqueològic és en un petit promontori de l'illa de Palatia, a prop de la moderna ciutat de Naxos. El jaciment també es coneix com a Portara (en grec: Πορτάρα), per la gran porta del temple que encara s'hi preserva.

## Història
En la mitologia grega, l'emplaçament del temple a l'illa de Palatia era el mateix lloc on Teseu abandonà a Ariadna, a qui havia portat de Creta. Era el mateix lloc on Dionís trobà més tard a Ariadna i li va construir un palau. Durant la civilització ciclàdica, cap al 2000 abans de la nostra era, hi hagué alguns assentaments.

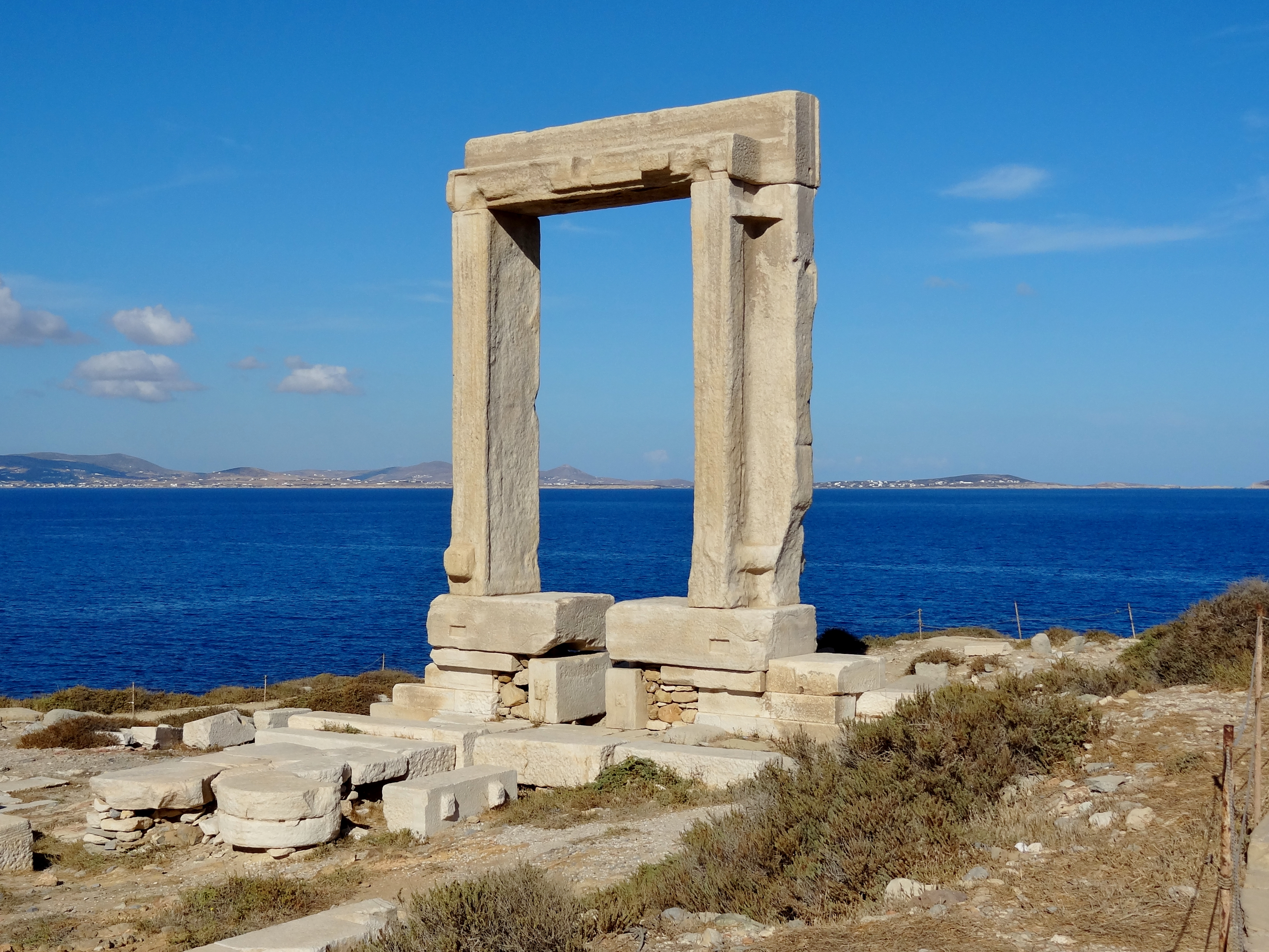
La porta conservada del temple d'Apol·lo, la Portara

La construcció d'un gran temple hi va començar en l'època arcaica al voltant de l'any 530 ae. En aquella època l'illa estava governada pel tirà Ligdamis de Naxos. Sembla que va voler construir un temple molt gran a l'illa, que havia de tenir més de 30 metres de llarg. Tanmateix, la construcció en restà inacabada quan Naxos entrà en guerra contra Samos. Les obres s'abandonaren finalment després del derrocament de Ligdamis l'any 506 ae.
Es creu que el temple estava dedicat a Apol·lo. Alguns estudiosos, però, han suggerit que podria haver estat dedicat a Dionís, patró de l'illa. L'ambigüitat es deu al fet que el temple no s'esmenta en les fonts antigues conservades, ni se n'ha trobat pas cap inscripció. Ara, la porta també es coneix popularment com la porta del palau d'Ariadna. D'ací ve també el nom actual de l'illa, que fa referència al palau. Malgrat estar incomplet, el temple tingué un cert ús en l'Antiguitat, però sembla que s'acabà cap al 400 ae.
A principis de l'edat mitjana, en els anys 400 o 500, es construí una església a partir de les restes del temple. Al començament de la República de Venècia el 1207, només restava el nucli del temple, el naos. Durant l'època veneciana, la majoria de les pedres del temple i de les cases properes s'usaren per a construir el Castell de Naxos i altres edificis. El naos del temple, però, va romandre intacte almenys fins al 1420, ja que continuava sent una església. El 1485 se sap que estava en ruïnes.
Durant l'Imperi otomà, els turcs continuaren utilitzant parts del temple. El 1628, només restava en peus la gran porta del temple, sembla perquè era massa pesada per a demolir-la.

## Descripció

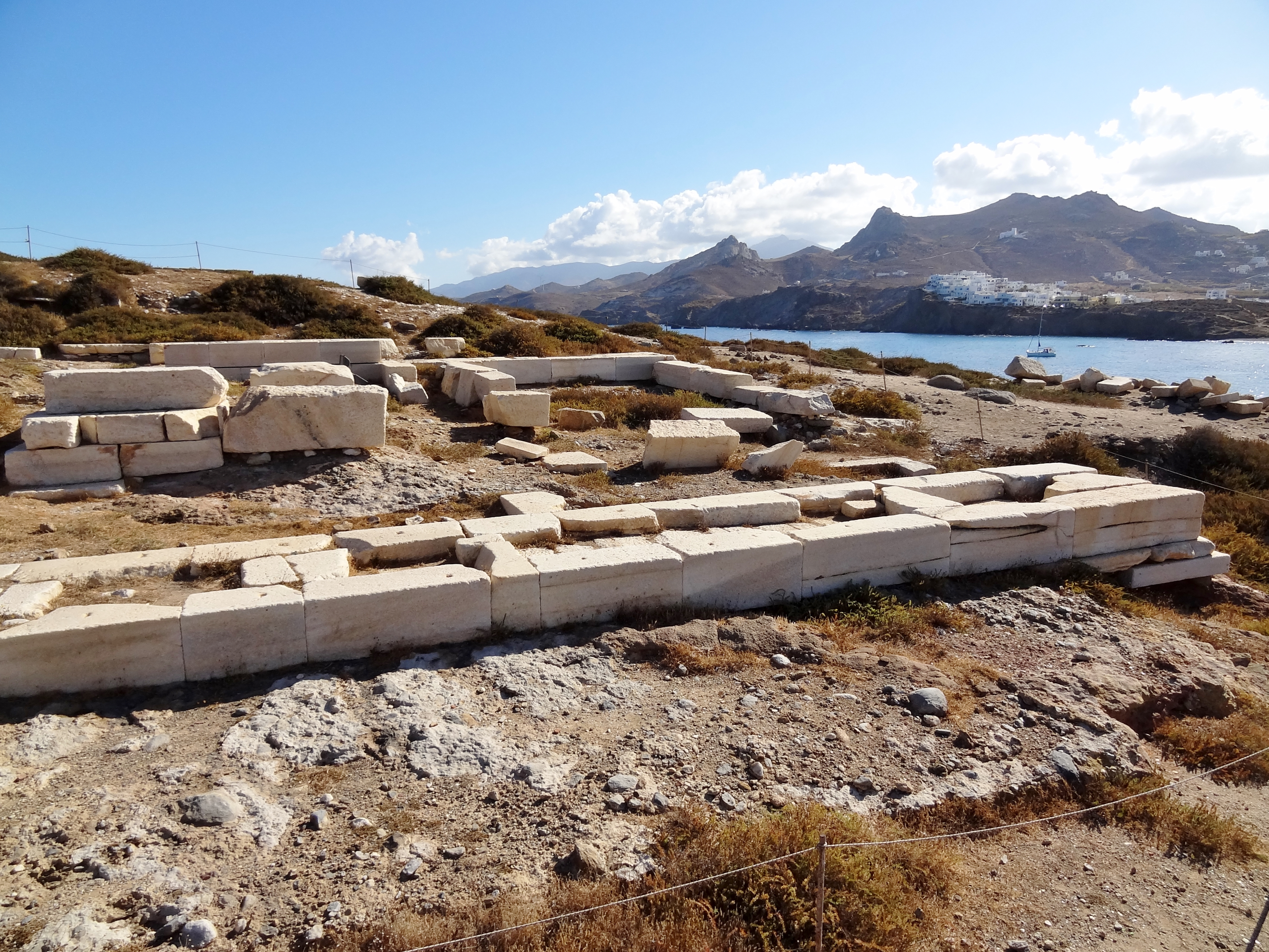
Ruïnes del Temple d'Apol·lo

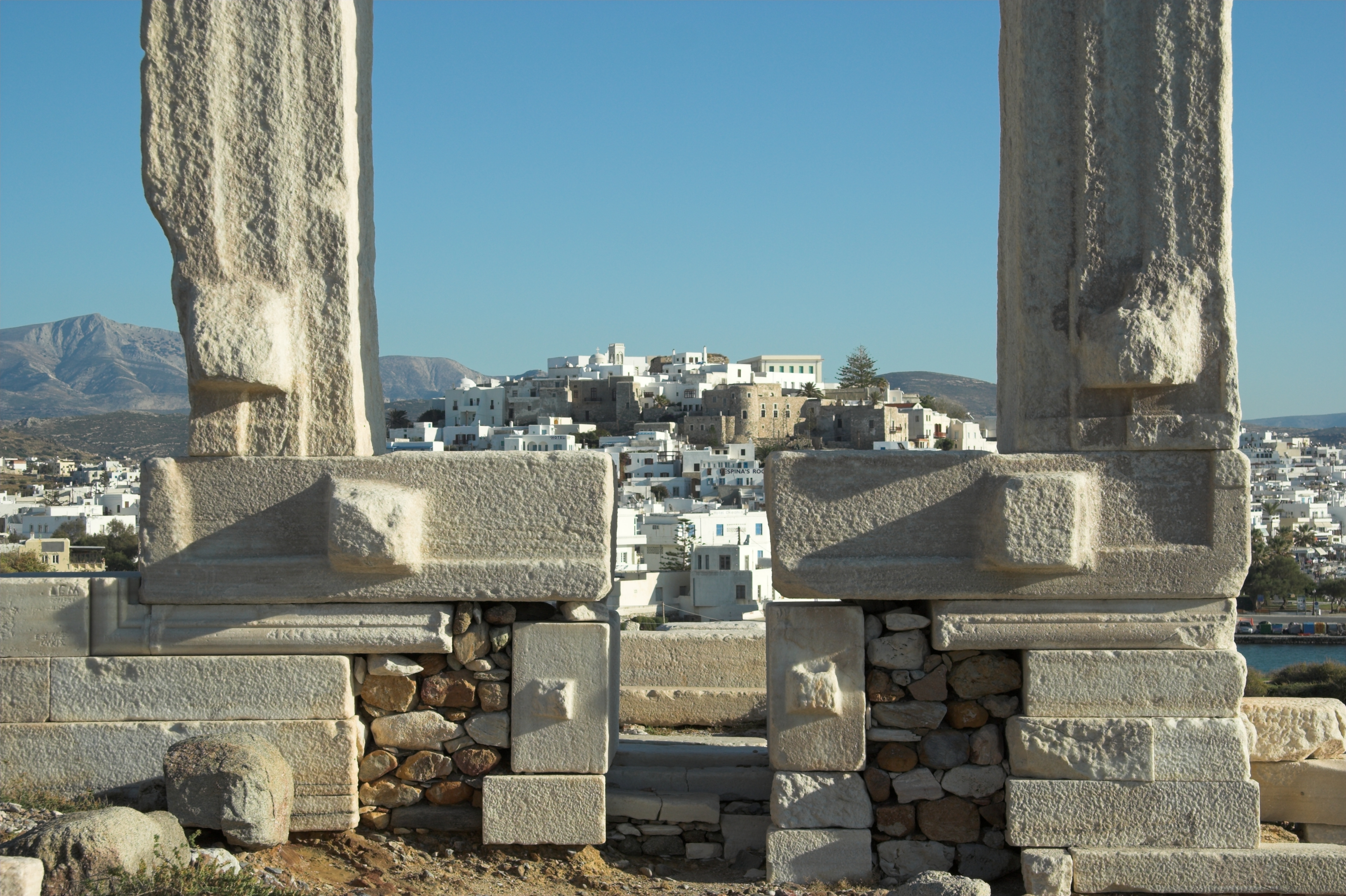
Porta del temple, amb Naxos i el castell al fons

El Temple d'Apol·lo es troba a l'illa de Palàtia, a l'extrem nord de la ciutat de Naxos, a menys d'un quilòmetre del centre. L'illa de Palàtia està unida a l'illa principal de Naxos per un istme.
El temple és d'estil jònic. Acabat, tindria uns 59 m de llarg i 28 d'ample. Era un temple perípter i havia de tenir 6 × 12 columnes. El temple i la porta del naos donaven al nord-nord-oest, cap a l'illa de Delos, on nasqué Apol·lo, i això suggereix que el temple estava dedicat a Apol·lo. En aquest extrem era el pronaos, amb dues columnes davant, i darrere el naos, dividit en tres naus per dues fileres de quatre columnes. A la part posterior del temple hi havia l'opistòdom, també amb dues columnes davant.
La porta del temple feia uns 6 m d'alt i 3,5 m d'ample. És feta de grans pedres, cadascuna de les quals pesa unes 20 tones. La part inferior de la porta era a 1,1 m per sobre de la superfície de l'estilòbata, i això és poc freqüent, per tant, la porta havia de tenir una escala. És probable que el temple no tingués sostre, i que el naos es cobrís amb un sostre provisional per a permetre'n l'ús mentre l'edifici era incomplet. Com que mai no es va acabar, no se n'han trobat pas elements escultòrics en el jaciment.
Hui, tot el que queda del temple és la porta i els fonaments. La porta és el símbol de la ciutat de Naxos i de tota l'illa, i es coneix com a "Portara". Les pedres de la porta encara tenen sortints, que s'empraven per a ajudar a moure les peces i que es retiraven en acabar-se l'obra. Aquest és un altre indici que el temple era inconclús. A la part inferior de la portada originària hi ha un gran forat que servia de porta a l'església medieval.